# 琴音和葉
琴音 和葉（ことね かずは、1985年10月12日 - ）は、日本の女優。元宝塚歌劇団月組の娘役。
大阪府大阪市、帝塚山学院高等学校出身。身長157cm。愛称は「あず」、「あずさ」。
所属事務所は石井光三オフィス。

## 来歴
2002年、宝塚音楽学校入学。
2004年、宝塚歌劇団に90期生として入団。入団時の成績は34番。雪組公演「スサノオ／タカラヅカ・グローリー!」で初舞台。その後、月組に配属。
2013年のショー「Fantastic Energy!」で、初のエトワールに抜擢。
2015年7月26日、「1789-バスティーユの恋人たち-」東京公演千秋楽をもって、宝塚歌劇団を退団。
退団後は石井光三オフィス所属となり、芸能活動を再開。

## 人物
姉は同じく女優で元宙組娘役の和音美桜である。

## 宝塚歌劇団時代の主な舞台

### 初舞台
- 2004年4 - 7月、雪組『スサノオ』『タカラヅカ・グローリー!』[1][3]

### 月組時代
- 2005年2 - 5月、『エリザベート』
- 2005年7 - 8月、『BourbonStreet Blues』（バウホール） - アマンダ
- 2005年9 - 12月、『JAZZYな妖精たち』 - 新人公演：ミック（子供時代）（本役：風音まゆき）『REVUE OF DREAMS』
- 2006年2月、『想夫恋（そうふれん）』（バウホール） - 弥生
- 2006年5 - 8月、『暁（あかつき）のローマ』『レ・ビジュー・ブリアン』
- 2006年10月、『オクラホマ!』（日生劇場） - エミー
- 2007年1 - 4月、『パリの空よりも高く』『ファンシー・ダンス』
- 2007年5 - 6月、『ダル・レークの恋』（全国ツアー）
- 2007年8 - 11月、『MAHOROBA』『マジシャンの憂鬱』 - 新人公演：シャーロット（本役：憧花ゆりの）
- 2008年1月、『ホフマン物語』（バウホール） - ステッラ[注釈 1][6]
- 2008年3 - 7月、『ME AND MY GIRL』 - 新人公演：ソフィア・ブライトン（本役：明日海りお・城咲あい）[1][3]
- 2008年9月、『グレート・ギャツビー』（日生劇場）
- 2008年11 - 2009年2月、『夢の浮橋』 - 新人公演：弁の御許（本役：音姫すなお）『Apasionado!!』
- 2009年3月、『二人の貴公子』（バウホール） - 王妃
- 2009年5 - 8月、『エリザベート』 - 女官、新人公演：ルドヴィカ公爵夫人（本役：美鳳あや）[1]
- 2009年10 - 12月、『ラスト プレイ』 - 新人公演：ポーリーン（本役：蘭乃はな）『Heat on Beat!（ヒート オン ビート）』
- 2010年2月、『紫子』 - 葉月『Heat on Beat!（ヒート オン ビート）』（中日劇場）
- 2010年4 - 7月、『THE SCARLET PIMPERNEL（スカーレット ピンパーネル）』 - サリー、新人公演：ジャンヌ（本役：美鳳あや）[1]
- 2010年9 - 11月、『ジプシー男爵-Der Zigeuner Baron-』 - ツィンカ、新人公演：ツィプラ（本役：美鳳あや）『Rhapsodic Moon（ラプソディック・ムーン）』
- 2011年3 - 5月、『バラの国の王子』 - 家臣（ビーバー）／家臣女『ONE』 トリプルエトワール[1]
- 2011年7 - 10月、『アルジェの男』 - ルーシー『Dance Romanesque（ダンス ロマネスク）』
- 2011年11 - 12月、『アリスの恋人』（バウホール・日本青年館） - ポーン
- 2012年2 - 4月、『エドワード8世』 - メアリー・ラフレー『Misty Station』
- 2012年6 - 9月、『ロミオとジュリエット』
- 2012年10 - 11月、『春の雪』（バウホール・日本青年館） - 綾倉伯爵夫人[1]
- 2013年1 - 3月、『ベルサイユのばら-オスカルとアンドレ編-』 - バイオレット[1]
- 2013年5月、『月雲（つきぐも）の皇子（みこ）』（バウホール） - 大中津姫
- 2013年7 - 10月、『ルパン-ARSÈNE LUPIN-』『Fantastic Energy!』 エトワール[1][3]
- 2013年11 - 12月、『THE MERRY WIDOW』（ドラマシティ・日本青年館） - ヴァランシエンヌ[1]
- 2013年12月、『月雲（つきぐも）の皇子（みこ）』（天王洲 銀河劇場） - 大中津姫
- 2014年3 - 6月、『宝塚をどり』『明日への指針 -センチュリー号の航海日誌-』 - コレット『TAKARAZUKA 花詩集100!!』 - 蘭の歌姫
- 2014年7 - 8月、『宝塚をどり』『明日への指針-センチュリー号の航海日誌-』 - コレット『TAKARAZUKA 花詩集100!!』（博多座）
- 2014年9 - 12月、『PUCK（パック）』 - 豆の花『CRYSTAL TAKARAZUKA-イメージの結晶-』
- 2015年4 - 7月、『1789-バスティーユの恋人たち-』 - リュシル 退団公演[1][3]

### 出演イベント
- 2007年9月、TCAスペシャル2007『アロー!レビュー!』（コーラス）
- 2008年3月、『ME AND MY GIRL』前夜祭